# La cueva de los vikingos
La cueva de los vikingos (Valhalla Rising) es una novela de Clive Cussler, que supone la aventura número 16 del aventurero Dirk Pitt, fue publicada en España en el 2004 por la editorial Plaza y Janes.

## Trama
El prólogo sucede en el año 1035, una expedición vikinga comandada por Bjarne Sigvatson llega a Norteamérica pero tras una serie de malentendidos son atacados por las tribus indígenas que acaban con todos ellos, así, para los vikingos de Islandia la suerte de la colonia será siempre un misterio.
En 1894, en el mar Caribe La tripulación de la nave de guerra Kearsarge, en su singladura de Haití a Nicaragua, es atacada por un supuesto monstruo marino que provoca su naufragio.
Ya en el 2003, a bordo de un lujoso crucero se produce un incendio que, en poco tiempo destruye la nave, en su auxilio acude un barco de la  NUMA (National Underwater & Marine Agency), comandado por Dirk Pitt.
El incendio no ha sido accidental y con la ayuda de la hija de un ingeniero Pitt descubre que todo está relacionado con unos nuevos motores magnéticos que podrían revolucionar el transporte marítimo.
En su investigación Pitt y los suyos revelaran un escondite subterráneo en la ribera del Río Hudson que explicará la relación entre los vikingos, el supuesto monstruo marino e incluso Julio Verne. 
Al final de la novela aparecen por primera vez en la saga los mellizos Dirk y Summer, hijos de Dirk Pitt, de los que su padre no tenía ningún conocimiento, ya que su madre había preferido ocultarle que estaba embarazada.